# Goryphus distinctus
Goryphus distinctus là một loài tò vò trong họ Ichneumonidae.